# Gaediopsis setosa
Gaediopsis setosa là một loài ruồi trong họ Tachinidae.